# Кострикин, Алексей Павлович
Алексей Павлович Кострикин (Кострыкин) (1895 — 12 июня 1967 года, Одесса) — советский военный деятель, полковник (28 февраля 1938).

## Биография
Родился 22 марта 1895 года в селе Семион Ряжского уезда Рязанской губернии.
Участник Первой мировой войны — в июне 1915 года был мобилизован на военную службу и зачислен рядовым в 198-й запасной пехотный батальон. В ноябре этого же года был направлен во 2-ю Московскую школу прапорщиков, по окончании которой в феврале 1916 года произведен в прапорщики и назначен младшим офицером в 81-й запасной пехотный полк. В июне 1916 года Кострикин был направлен на Западный фронт, где воевал в составе 20-го пехотного Галицкого полка. В 1917 году он был произведен в подпоручики и назначен командиром роты в 670-й пехотный Дунаецкий полк. После Октябрьской революции, в декабре 1917 года, был уволен со службы и вернулся на родину, где работал учителем в сельской школе.

### Гражданская война
15 декабря 1918 года, был призван в Красную армию. Участник Гражданской войны в России. Воевал на Восточном фронте во 2-й армии. В январе 1919 года заболел сыпным тифом; по выздоровлении находился в отпуске по болезни и после этого был назначен инструктором во 2-й запасной полк в городе Рязань. В октябре 1919 года стал командиром батальона в 3-м стрелковом полку 12-й стрелковой дивизии. В её составе воевал на Южном фронте сначала в 8-й армии, затем в 1-й конной армии С. М. Буденного. В бою под станицей Старочеркасская в феврале 1920 года попал в плен, бежал из него и лечился в госпитале Ростова-на-Дону. В июне 1920 года был назначен командиром батальона 22-го запасного пехотного полка 2-й особой армии Республики. С октября 1920 года командовал батальоном в 79-м стрелковом полку 9-й стрелковой дивизии Юго-Западного фронта. По окончании боевых действий продолжал служить в этой же дивизии в должности командира батальона 81-го стрелкового полка 27-й бригады. В июне 1921 года А. П. Кострикин был назначен командиром батальона 289-го стрелкового полка 97-й отдельной бригады Приволжского военного округа. С сентября 1921 по сентябрь 1922 года находился на учёбе в Высшей тактико-стрелковой школе комсостава РККА им. III Коминтерна, по окончании которой назначен в 33-ю стрелковую дивизию этого же округа.

### Межвоенное время
В 33-й стрелковой дивизии Кострикин прослужил более девяти лет — занимал должности командира батальона 99-го стрелкового полка; временно исполнял должности начальника дивизионной школы младшего комсостава, начальника оперативной части штаба дивизии и помощника командира 99-го стрелкового полка по хозяйственной части. В ноябре 1929 года снова обучался на стрелково-тактических КУКС «Выстрел», по окончании которых в мае 1930 года вернулся в полк и проходил службу в должностях командира батальона и врид начальника штаба полка. В октябре 1931 года Кострикин был переведен в Минск в Объединённую Белорусскую военную школу им. ЦИК БССР, где работал начальником учебной части и начальником учебного отдела. С апреля 1936 года он был начальником учебной части курсов переводчиков при разведывательном отделе Белорусского военного округа. В апреле 1938 года полковник А. П. Кострикин переведен в Харьковский военный округ на должность помощника командира по строевой части 88-го стрелкового полка 30-й стрелковой дивизии. С октября 1938 года исполнял должность старшего преподавателя тактики Краснодарского пехотного училища, с декабря 1939 года был заместителем начальника по учебно-строевой части Калинковичского пехотного училища.

### Великая Отечественная война
С началом Великой Отечественной войны полковник Кострикин продолжал служить в этом же училище, эвакуированное в город Вышний Волочек. В ноябре 1941 года был назначен начальником штаба 29-й отдельной стрелковой бригады, находившейся на формировании в Московском военном округе. По завершении формирования бригада вошла в состав 1-й ударной армии Западного фронта и участвовала в битве под Москвой. В январе 1942 года бригада была выведена в резерв Ставки, а Кострикин зачислен в резерв начсостава 1-й ударной армии. В том же месяце был назначен начальником курсов младших лейтенантов этой же армии. Член ВКП(б)/КПСС с 1942 года. В марте 1943 года он вступил в должность начальника штаба 4-й гвардейской воздушно-десантной дивизии этой же армии. В июле-сентябре 1943 года в составе 13-й, 70-й и 60-й армий дивизия участвовала в боях под Курском. Затем принимала участие в форсировании Днепра.
С 22 января 1944 года дивизия была подчинена 40-й армии и воевала в составе 1-го, затем 2-го Украинских фронтов. 17 марта 1944 года полковник А. П. Кострикин был отстранен от должности «за самоустранение и халатное отношение к обязанностям» и зачислен в распоряжение Военного совета армии. В апреле этого же года был назначен заместителем командира по строевой части этой же дивизии. В августе 1944 года дивизия вошла в состав 27-й армии 2-го Украинского фронта. С 29 сентября по 9 октября 1944 года А. П. Кострикин временно был допущен к исполнению должности командира 4-й гвардейской воздушно-десантной дивизии. Дивизия в составе 104-го стрелкового корпуса 27-й армии и 25-го гвардейского стрелкового корпуса 7-й гвардейской армии 2-го Украинского фронта освобождала Венгрию, Австрию и Чехословакию. С апреля 1945 года и до конца войны полковник Алексей Павлович Кострикин исполнял должность начальника отдела боевой и физической подготовки штаба 2-го Украинского фронта.

### После войны
После окончания войны, в сентябре 1945 года, А. П. Кострикин был назначен временно исполняющим должность начальника 1-го отдела Управления боевой и физической подготовки штаба Одесского военного округа. С апреля 1947 года исполнял должность заместителя начальника и начальника учебной части КУОС пехоты этого же округа. С января 1952 года был преподавателем военной кафедры Одесского государственного университета им. Мечникова, с сентября 1952 года — преподавателем общевойсковой подготовки Одесского гидрометеорологического института.
В сентябре 1953 года Кострикин был уволен в запас. Умер в Одессе 12 июня 1967 года.

## Награды
- Награждён орденом Ленина, тремя орденами Красного Знамени, орденами Богдана Хмельницкого 2-й степени и Красной Звезды, а также медалями, в числе которых «20 лет РККА», «За взятие Будапешта» и «За победу над Германией в Великой Отечественной войне 1941—1945 гг.».